# Małoszów (województwo małopolskie)
Małoszów – wieś w Polsce położona w województwie małopolskim, w powiecie miechowskim, w gminie Książ Wielki.
W latach 1975–1998 miejscowość administracyjnie należała do województwa kieleckiego.
| SIMC    | Nazwa      | Rodzaj    |
| ------- | ---------- | --------- |
| 0246698 | Diabli Dół | część wsi |
| 0246706 | Spławy     | część wsi |